# Gniazdo elektryczne

Napięcia i częstotliwości zasilania na świecie

Gniazdo elektryczne (zwane też gniazdkiem lub gniazdem wtykowym) – złącze stanowiące część instalacji elektrycznej, służące do przyłączania do niej odbiorników energii elektrycznej. Gniazdo elektryczne stanowi część łącznika wtykowego. Gniazda wtykowe wykonywane są jako jednofazowe i trójfazowe. Gniazda jednofazowe dzieli się na podtynkowe i natynkowe.

## Typy jednofazowych gniazd wtykowych w Polsce

### Typ C (CEE 7/1)
Jest to gniazdo z dwoma otworami i okrągłym zagłębieniem pod wtyczkę, bez funkcji uziemienia ochronnego. Dopuszczalne obciążenie 6 A, 10 A, 16 A w wyniku drobnych różnic w standardach różnych krajów na przestrzeni lat. Obecnie gniazdo można spotkać w starym budownictwie (sprzed 1990 roku). 
Należy pamiętać, że gniazdo typu C nie posiada zabezpieczenia przed włożeniem wtyczek typu E i typu F – uniemożliwia to wykorzystania ochrony w urządzeniach klasy I w postaci uziemienia ochronnego, co stanowi zagrożenie dla użytkownika. Dawniej warunkiem pozwalającym na montaż takiego gniazda w pomieszczeniu i używanie urządzeń wymagających uziemienia była izolacja podłogi oraz brak innych gniazd z uziemieniem. Obecnie warunek jest często niemożliwy do spełnienia np. przez uziemioną metalową instalację centralnego ogrzewania, uziemioną instalację teletechniczną. Gniazdo typu C ma zastosowanie jako wyjście transformatora separacyjnego (transformatora ochronnego - SELV, do którego można podłączyć tylko jedno urządzenie z przerwanym uziemieniem ochronnym).

### Europlug
Jest to odmiana gniazda typu C o zredukowanych gabarytach i zagłębieniem w kształcie spłaszczonego sześciokąta, przeznaczone do podłączenia wtyczki CEE 7/16, zwanej jako Europlug. Gniazdo jest dostosowane do podłączania urządzeń małej mocy wykonanych w II klasie ochrony, takich jak np. odbiorniki radiowe lub zasilacze wtyczkowe. Dopuszczalne obciążenie to 2,5 A. Gniazdo Europlug w instalacjach mieszkaniowych jest rzadko stosowane, występuje częściej jako gniazdo przedłużacza.
Wtyczka typu Europlug jest dostosowana do gniazd stosowanych w Europie, z wyjątkiem Wielkiej Brytanii (wymagany adapter).

### Typ E (CEE 7/5)
Jest to gniazdo z dwoma otworami (na przewód fazowy i neutralny) oraz jednym bolcem umieszczonym pomiędzy nimi (powyżej osi otworów) na przewód uziemienia ochronnego (PE). Typ ten często określany jest mianem belgijskiego lub francuskiego. Stosuje się go we Francji, w Belgii, w Polsce, w Czechach, na Słowacji. Dostosowane jest do obciążenia prądem do 16 A (dawne gniazda - sprzed kilkudziesięciu lat - są dostosowane do obciążenia prądem 10 A).
Montaż tego typu gniazda nasuwa niejasności w kwestii podłączenia (spolaryzowania), w szczególności gniazd podwójnych. W standardowym wykonaniu gniazda są obrócone o 180°, a więc polaryzacja jest odwrócona w drugim gnieździe. Polaryzacja jest zachowana wyłącznie w specjalnym wykonaniu, w którym gniazda nie są obrócone względem siebie. Gniazdo jest zaprojektowane jako niespolaryzowane.
Gniazdo takie pozwala na podłączenie standardowych wtyczek europejskich bez PE zarówno w wersji Europlug (CEE 7/16 - prąd max. 2,5 A), jak i dużej (CEE 7/17 - prąd max. 16 A) oraz wtyków dualnych typu E/F (CEE 7/7 - prąd max. 16 A, nazywanych też "unischuko").
Do gniazda nie można podłączyć wtyczek typu F (CEE 7/4, Schuko) oraz okrągłych wtyczek typu C (dawne urządzenia zaprojektowane w klasie 0 lub urządzenia produkcji ZSRR z wtyczką normy GOST).
Wadą użytkową jest konieczność trafienia wtyczki odpowiednim kierunkiem w gniazdo (bolec ochronny). 
W Polsce w latach '70 próbowano wprowadzić własny standard, różniący się umieszczeniem bolca ochronnego poniżej osi otworów gniazda. Standard ten się nie przyjął, jednak gniazda tego typu można spotkać w mieszkaniach z wielkiej płyty oraz w dawnych obiektach przemysłowych.

### Gniazdo przedłużaczy ogrodowych
Rodzaj gniazda nie ujęty w normie CEE, bez uziemienia ochronnego. Specjalnie zaprojektowany kształt zagłębienia pozwala wyłącznie na podłączenie urządzeń wykonanych w II klasie ochrony: wtyczki CEE 7/17 lub CEE 7/16. Przedłużacz z tym gniazdem posiada wtyczkę CEE 7/17.

## Typy jednofazowych gniazd wtykowych poza Polską

### Typy gniazd stosowane na świecie

Mapa świata z zaznaczonymi różnymi standardami wtyczek elektrycznych
Typy gniazd

### Typ F (CEE 7/3)
Jest to gniazdo z dwoma otworami (na przewód fazowy i neutralny) zgodnymi z typem C, zagłębieniem o kształtowym konturze oraz umieszczonymi po bokach sprężynującymi blaszkami dla uziemienia ochronnego. Typ ten często określany jest mianem niemieckie lub schuko. Gniazda te spotykane są nie tylko w Niemczech, ale także w Albanii, Austrii, Bośni i Hercegowinie, Bułgarii (są tam jedynymi typami gniazd), Chile, Chorwacji, Estonii, Finlandii, Grecji, Holandii, Hiszpanii, Islandii, w Iranie, na Litwie, Łotwie, w Macedonii, Mołdawii, Norwegii, Portugalii, Rumunii, Rosji (współczesne), Serbii, Słowenii, Szwecji, Turcji, na Ukrainie, na Węgrzech, a także w niektórych krajach pozaeuropejskich. 
Gniazdo to umożliwia podłączenie wtyczek Europlug (CEE7/16) i wtyków dualnych E/F (CEE7/7 Unischuko). Gniazdo jest symetryczne (wtyk może być obrócony przy podłączaniu o 180°). Prąd max. 16 A.
Do gniazda nie można podłączyć wtyczek typu E oraz okrągłych wtyczek typ C, czyli urządzeń wyprodukowanych dawniej w Polsce. Montaż tego typu gniazd w mieszkaniach jest niedopuszczalny przez PN.

### Typ K
Typ gniazda stosowany w Danii. Układ gniazdka jest identyczny z typem E oprócz tego, że w miejscu bolca ze stykiem ochronnym znajduje się otwór w kształcie półkola, a sam bolec jest we wtyczce.
Do gniazda typu K pasują wtyczki typu C, E, F i E/F (Unischuko) z zastrzeżeniem, że nie zostanie podłączony przewód ochronny. Wtyczki typu K z kolei pasują do gniazdek typu C, E i F, jeśli są pozbawione bolca z stykiem ochronnym.
Ponieważ producenci sprzętu elektrycznego nie dostarczają urządzeń z wtyczkami typu K (a tylko E/F lub Europlug; wynika to z tego, że wielkość rynku duńskiego jest stosunkowo mała), od 2008 r. dopuszczone są w Danii gniazda typu E, a od 2011 r. typu F. W nowych budynkach i przy remontach montowane są najczęściej gniazda typu F, ale gniazda typu K są nadal najczęstsze.

### Typ L
Typ gniazda stosowany we Włoszech. Występuje w 2 odmianach: tzw. 10A i 16A. W pierwszym z nich układ jest identyczny z typem C z tym, że pomiędzy otworami na styki prądowe znajduje się otwór na styk ochronny, a bolec znajduje się we wtyczce. Gniazdka 16A mają układ taki sam jak 10A z tym, że odległość pomiędzy otworami na styki prądowe jest większa i same otwory mogą mieć większą średnicę (odmiana 10A dawniej miała 4 mm, a obecnie 5 mm; odmiana 16A 5 mm; typy C, E i F mają 5 mm).
Do nowszych gniazd typu L (otwory 5 mm) w odmianie 10A pasują wtyczki typu C, E, F i E/F (Unischuko) z zastrzeżeniem, że nie zostanie podłączony przewód ochronny; starsze gniazda mają za małą średnicę otworów. Wtyczki typu L w odmianie 10A z kolei pasują do gniazdek typu C, E i F, jeśli są pozbawione bolca z stykiem ochronnym. Natomiast wtyczki i gniazda w odmianie typu 16A nie są kompatybilne z odpowiednikami typu C, E i F.
Ponieważ producenci sprzętu elektrycznego nie dostarczają urządzeń z wtyczkami typu L (a tylko E/F lub Europlug), we Włoszech coraz częściej stosowane są gniazda typu F. Ponadto bardzo popularne są gniazda hybrydowe pozwalające na pełne stosowanie wtyczek (z podłączeniem przewodu ochronnego) obu odmian typu L oraz wtyczek typu F i E/F (Unischuko).

### Typ J
Typ gniazda stosowany w Szwajcarii. Ma kształt sześciokąta nieforemnego (kształt wtyczki Europlug wywodzi się z tego standardu) z otworami na styki prądowe jak w gniazdku typu C oraz leżącym pomiędzy nimi nieco poniżej otworem na styk ochronny.
Do gniazd typu J pasują wtyczki Europlug, natomiast nie pasują inne wtyczki do gniazd C, E i F. Wtyczki typu J ze stykiem ochronnym nie pasują do gniazd typu C, E i F.
Szwajcaria nie należy do Europejskiego Obszaru Gospodarczego i warunkiem dopuszczenia urządzeń elektrycznych do obrotu na terytorium Szwajcarii jest stosowanie wtyczek Europlug lub wtyczek J z bolcem ochronnym, co w drugim przypadku wiąże się z wyższą ceną urządzenia. Ponieważ konsumenci w Szwajcarii chętnie sprowadzają tańsze urządzenia z wtyczkami E/F (Unischuko), to oprócz przejściówek i wymiany wtyczek coraz częściej w Szwajcarii stosowane są gniazda typu F lub E (dość częste są w obiektach typu hotele, pensjonaty etc., żeby turyści mogli bez problemów korzystać z przywiezionych ze sobą urządzeń).

### Typ G
Typ gniazda stosowany w Wielkiej Brytanii, Irlandii, a także w niektórych dawnych koloniach brytyjskich i krajach powiązanych z Imperium Brytyjskim. Gniazdo ma 2 poziome prostokątne otwory na styki prądowe i pionowy prostokątny otwór na styk ochronny. Otwory na styki prądowe zasłonięte są przesłoną otwieraną po włożeniu styku ochronnego (wtyczki bez podłączonego przewodu ochronnego muszą posiadać atrapę styku). We wtyczce znajduje się bezpiecznik topikowy (prąd znamionowy 13A lub niższy w zależności od urządzenia).
Do gniazda typu G nie pasują wtyczki typu C, E, F i E/F, więc konieczne jest stosowanie przejściówki. Rozwiązania polegające na włożeniu przedmiotu do otworu na styk ochronny i potem wtyczki typu C, E, F i E/F nie są bezpieczne i mogą prowadzić do uszkodzeń.
Gniazda te wprowadzono w 1947 r. i w Wielkiej Brytanii powoli zastąpiły typy D i M. Proces ten trwał wiele lat, więc urządzenia elektryczne dostarczane były do sklepów bez wtyczek — odpowiednia wtyczka była montowana przez sprzedawcę lub klienta po zakupie.

### Typ D i typ M
Typ gniazd stosowane w Wielkiej Brytanii, Irlandii, a także w niektórych dawnych koloniach brytyjskich i krajach powiązanych z Imperium Brytyjskim. Obecnie poza Indiami (i kilkoma innymi państwami) zastępowane lub już zastąpione przez inne typy. Gniazda mają 3 okrągłe otwory ułożone w wierzchołkach trójkąta — 2 na styki prądowe i 1 na ochronny. Typ M różni się od D tym, że ma większe odstępy pomiędzy otworami i mają one większą średnicę (typ M przeznaczony był do obwodów o większym obciążeniu).
Do gniazda typu D i M nie pasują wtyczki typu C, E, F i E/F, więc konieczne jest stosowanie przejściówki. Z uwagi na to, że rozstaw otworów prądowych w typie D i C różni się minimalnie, jest możliwe siłowe częściowe wepchnięcie wtyczki, co jednak grozi awarią i jest niebezpieczne, bo styk fazowy pod napięciem jest eksponowany.

### Typ I
Typ gniazda stosowany w Australii, Nowej Zelandii, Chinach i Argentynie. Gniazdo ma 2 ukośne szczeliny na styki prądowe i pionową szczelinę na styk ochronny. 
Do gniazda typu I nie pasują wtyczki typu C, E, F i E/F, więc konieczne jest stosowanie przejściówki. 

### Typ H
Typ gniazda stosowany w Izraelu i Autonomii Palestyńskiej. Układ gniazdka jest identyczny z typem E oprócz tego, że w miejscu bolca ze stykiem ochronnym znajduje się okrągły otwór, a sam bolec jest we wtyczce. Starsze wtyczki miały styki o przekroju prostokątnym (ukośne styki prądowe i pionowy ochronny), więc w Izraelu popularne są gniazda o otworach pasujących do obu typów styków.
Do gniazda typu H pasują wtyczki typu C, E, F i E/F (Unischuko) z zastrzeżeniem, że nie zostanie podłączony przewód ochronny. 

### Typ A i typ B
Typy gniazd stosowane w USA, Kanadzie, części krajów Ameryki Łacińskiej, Japonii, Tajlandii i Chinach. Gniazdo typu A ma 2 pionowe szczeliny na styki prądowe (styki fazowy i neutralny mają różne wymiary, więc niemożliwe jest obrócenie wtyczki). W typie B dodatkowo jest okrągły otwór na styk ochronny.
Do gniazd typu A i B nie pasują wtyczki typu C, E, F i E/F, więc konieczne jest stosowanie przejściówki. 

### Typ N
Typ gniazda stosowany w Brazylii i RPA. Kształt i układ otworów jak w typie J oprócz przesunięcia otworu na styk ochronny (co powoduje niekompatybilność obu typów).
Do gniazd typu N pasują wtyczki Europlug, natomiast nie pasują inne wtyczki do gniazd C, E i F. 

### Typ O
Typ gniazda stosowany w Tajlandii. Układ gniazdka zbliżony do typu H z przesunięciem otworu na styk ochronny.
Do gniazda typu O pasują wtyczki typu C, E, F i E/F (Unischuko) z zastrzeżeniem, że nie zostanie podłączony przewód ochronny.
Ponieważ producenci sprzętu elektrycznego nie dostarczają urządzeń z wtyczkami typu O, w Tajlandii powszechne są gniazda hybrydowe na typy O i B oraz przejściówki pozwalające na podłączenie (z przewodem ochronnym) wtyczki E/F (Unischuko).

## Gniazda przemysłowe
W Polsce stosuje się gniazda i wtyczki przemysłowe, tzw. siłowe wykonane w międzynarodowej normie IEC 60309/EN 60309.

## Gniazda do urządzeń
IEC 60320 - Złącza do wielu typu urządzeń, sprzętu codziennego użytku, sprzętu komputerowego.
DIN 49491 - Złącze do urządzeń grzewczych.